# エレバン地下鉄
エレバン地下鉄（エレバンちかてつ、アルメニア語: Երեւանի մետրոպոլիտեն, ラテン文字転写: Yerevani metropoliten、1999年12月以降は正式にはカレン・デミルチャン名称エレバン地下鉄、Կարեն Դեմիրճյանի անվան Երեւանի մետրոպոլիտեն կայարան）は、アルメニアの首都エレバンで運行されている地下鉄である。1981年に開業し、他の多くの旧ソビエト連邦諸国の地下鉄と同様、駅はとても深い位置にあり、民族的なモチーフで飾られている。路線は1本で全長は13.4 kmあり、全部で10の駅がある。新しいミニバスシステムが導入されたため、2010年代からは地下鉄の利用は大きく減少している。

## 歴史
アルメニアの首都エレバンは、アルメニア・ソビエト社会主義共和国の首都であった時代から本格的な成長を経験した。とても高低差の大きい地形のため、地下鉄だけが多くの乗客を効率的に輸送することができる手段であるとされた。1960年代末には、最初の地下鉄計画が練られた。当初は通常規格の地下鉄ではなく、高速路面電車網が検討された。この当時、ソ連の都市計画部局は、地下鉄は人口100万人以上の都市にのみ建設すると明確に述べており、エレバンは路面電車網の建設を開始した1972年の時点でこの条件を満たしていなかった。にもかかわらず、路面電車網のすべてのトンネルは、後に計画が変更された際に通常規格の地下鉄として開業できるように建設されていた。
1978年末までに4 kmを超えるトンネルが建設されていたが、この時点でこの鉄道は通常規格の地下鉄として開業すると計画が変更された。ただし、官僚的な事務手続きを避けるために、開業するまでの間は公式には高速路面電車と呼ばれ続けていた。
この人口100万人以上なら通常規格の地下鉄、未満なら路面電車というソ連の規則をどうやって回避したかに関するアネクドートが存在する。伝えられるところによれば、アルメニア共産党の第一書記であったカレン・デミルチャン (Karen Demirchyan) は、ソ連の指導者であったレオニード・ブレジネフに対して以下のように言って説得したという。
1981年3月7日にソビエト連邦で8番目の地下鉄として開業した。最初の区間は4駅7.6 kmで、それ以来拡張が進められて10駅12.1 kmとなっている。
土木工事のレベルはとても高かったため、アルメニア全体を麻痺させた1988年のスピタク地震に際しても、いくらかの損傷はあったものの耐えることができ、翌日には運転を再開した。しかしこの結果、必要な資材はエレバンやアルメニアのほかの破損したインフラストラクチャーの復旧に振り向けられたため、延長工事は中止となってしまった。
1999年12月28日には、地下鉄の正式名にカレン・デミルチャンの名が冠された。デミルチャンは高速路面電車から地下鉄に規格変更することを担当した人物で、その2か月前にアルメニア議会におけるテロリストの攻撃で殺されたばかりであった。

### 年表
| 区間                                      | 開業日         |
| ----------------------------------------- | -------------- |
| バレカムチュン - サスーンツィ・ダヴィド   | 1981年3月8日   |
| 共和国広場                                | 1981年12月26日 |
| サスーンツィ・ダヴィド - ゴルツァラナイン | 1983年7月11日  |
| ゴルツァラナイン - シェンガヴィト         | 1985年12月26日 |
| シェンガヴィト - ガレギン・ヌジュデ広場   | 1987年1月1日   |
| アンドラニク将軍                          | 1989年12月2日  |

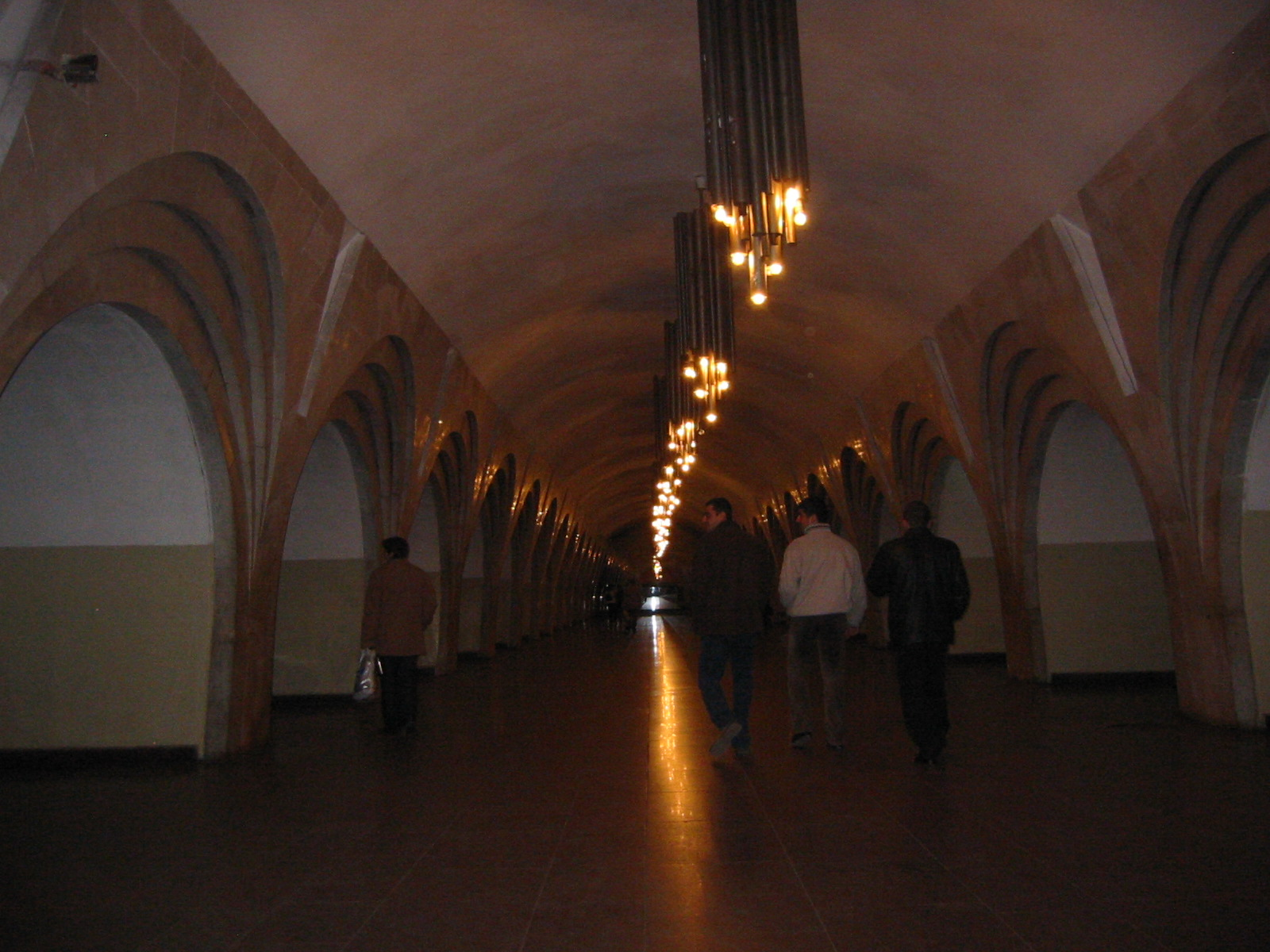
共和国広場 (Republic Square) 駅のホーム

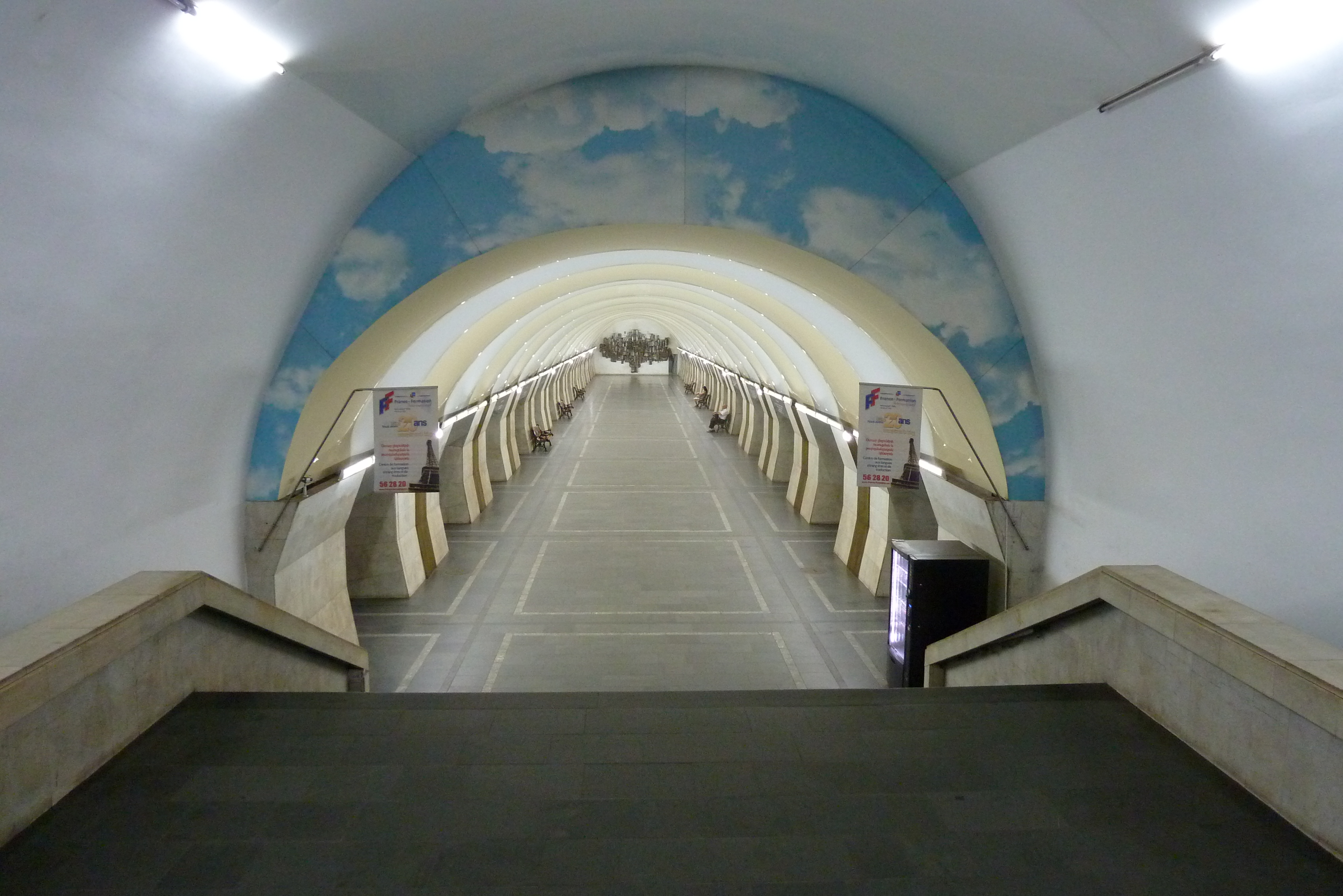
イェリタサルダカン
(Yeritasardakan) 駅の構内

| シェンガヴィト - チャルバフ               | 1996年12月26日 |

シェンガヴィト - チャルバフ間は独立したシャトル列車で運行されている。

### 駅名変更
| 駅名                   | 旧駅名             | 旧駅名の期間    |
| ---------------------- | ------------------ | --------------- |
| バグラミャン元帥       | サラランジ         | 1981年 - 1982年 |
| 共和国広場             | レーニン広場       | 1981年 - 1992年 |
| ガレギン・ヌジュデ広場 | スパンダリャン広場 | 1987年 - 1992年 |
| アンドラニク将軍       | 十月               | 1989年 - 1992年 |

## 路線と駅

### 1号線
1号線は本線（バレカムチュン駅 - ガレギン・ヌジュデ広場駅）とシャトル運転の支線（シェンガヴィト駅 - チャルバフ駅間）との計12 kmからなる。
|  | ● |  | ナザルベキアン駅（建設中） | Նազարբեկյան             |  |  |
|  | ● |  | アチャプニャク駅（建設中） | Աջափնյակ                |  |  |
|  | ● |  | バレカムチュン駅           | Բարեկամություն          |  |  |
|  | ● |  | バグラミャン元帥駅         | Մարշալ Բաղրամյան        |  |  |
|  | ● |  | イェリタサルダカン駅       | Երիտասարդական           |  |  |
|  | ● |  | 共和国広場駅               | Հանրապետության Հրապարակ |  |  |
|  | ● |  | アンドラニク将軍駅         | Զորավար Անդրանիկ        |  |  |
|  | ● |  | サスーンツィ・ダヴィド駅   | Սասունցի Դավիթ          |  |  |
|  | ● |  | ゴルツァラナイン駅         | Գործարանային            |  |  |
|  | ● |  | シェンガヴィト駅           | Շենգավիթ                |  |  |
|  | ● |  | チャルバフ駅（支線）       | Չարբախ                  |  |  |
|  | ● |  | ガレギン・ヌジュデ広場駅   | Գարեգին Նժդեհի Հրապարակ |  |  |

### 2号線
計画路線。

## 運行・車両
列車は6時30分から23時まで、5分間隔で運転されている。エレバン地下鉄は約1,200人の従業員を雇っている。エレバンは平坦な地形ではないため、一部の区間では地上を走行している。10駅のうち、7駅が地下にあり、このうち1駅がシングルボールト様式で浅い位置に、残りがパイロン様式で深い位置にある。旧ソビエト連邦の地下鉄網の伝統に則り、各駅は素晴らしく装飾されており、ソビエト末期の建築様式にアルメニアの民族的なモチーフが溶け込んでいる。
地下鉄が開業した時点では車両基地がまだなく、代わりに側線に設けた修理施設が簡単な修理を行うために使用された。チャルバフにある車両基地は1985年に第2段階延長工事の一環として開設された。1990年代初頭の時点で81-717/714形の3両編成12本の編成が在籍していた。しかしそれ以降、チャルバフ基地では車両のオーバーホールを実施する設備がなかったため、モスクワやサンクトペテルブルクでオーバーホールを実施してもらう代わりに、中間車を売却した。その結果2000年から2001年の時点で中間車（81-714形）は運行を中止し、13本の81-717型2両編成だけが在籍していた。12本が本線で、1本がシャトル運用に使われていた。
その後2017年に本線用の3両編成の列車が復活した一方、翌2018年1月2日からシェンガヴィト駅 - チャルバフ駅間で81-717形を改造した両運転台車両による単行運転が開始されている。
エレバン地下鉄の2002年時点での年間予算は14億4000万ドラムであった。このうちおよそ8億ドラムが国からの補助金で、残りは乗車券の販売、取引、広告などで賄っている。エレバン地下鉄の乗車運賃は100ドラムである。

## 将来計画
将来的な都市の発展に対する楽観（実際に1986年に人口100万人に達した）にもかかわらず、こんにちのエレバン地下鉄は資金不足に悩んでおり、都市の主要交通機関としての役割を果たしていない。チャルバフにある1本のプラットホームだけの駅への短いシャトルサービスを除けば、1989年以降延長が行われていない。1988年のアルメニア地震で破損したものに対して未だに対処しなければならない市の予算では、地下鉄の優先度は明らかに低い。1980年代末に開始されたすべての大規模事業は凍結されている。
さらに、大地震や独立宣言直後の経済危機の前に重要な住宅地区まで地下鉄をつなぐことができなかったこともあり、ミニバスが地下鉄の2倍もの輸送量で都市の主要交通機関となっている。2004年の地下鉄の年間乗客数は1210万人で、世界的にみても極めて低い数値となっている。アチャプニャクとナザルベキアンへの延長区間は1990年代初めから工事が凍結されているが、2014年になってもいまだ開通していない。
現在の建設状況でははるか先のことになるが、2号線と3号線の建設計画もあり、旧ソ連諸国の地下鉄で典型的な3本の路線が三角形に都心部で交差する構造となる予定である。
エレバン地下鉄は、開業以来30年間で初めて、欧州連合から割り当てられた4100万ドルの予算により全面的な改修をすることになっている。排水装置の建設と地下鉄の保安対策が最初に実施される予定である。

## ギャラリー

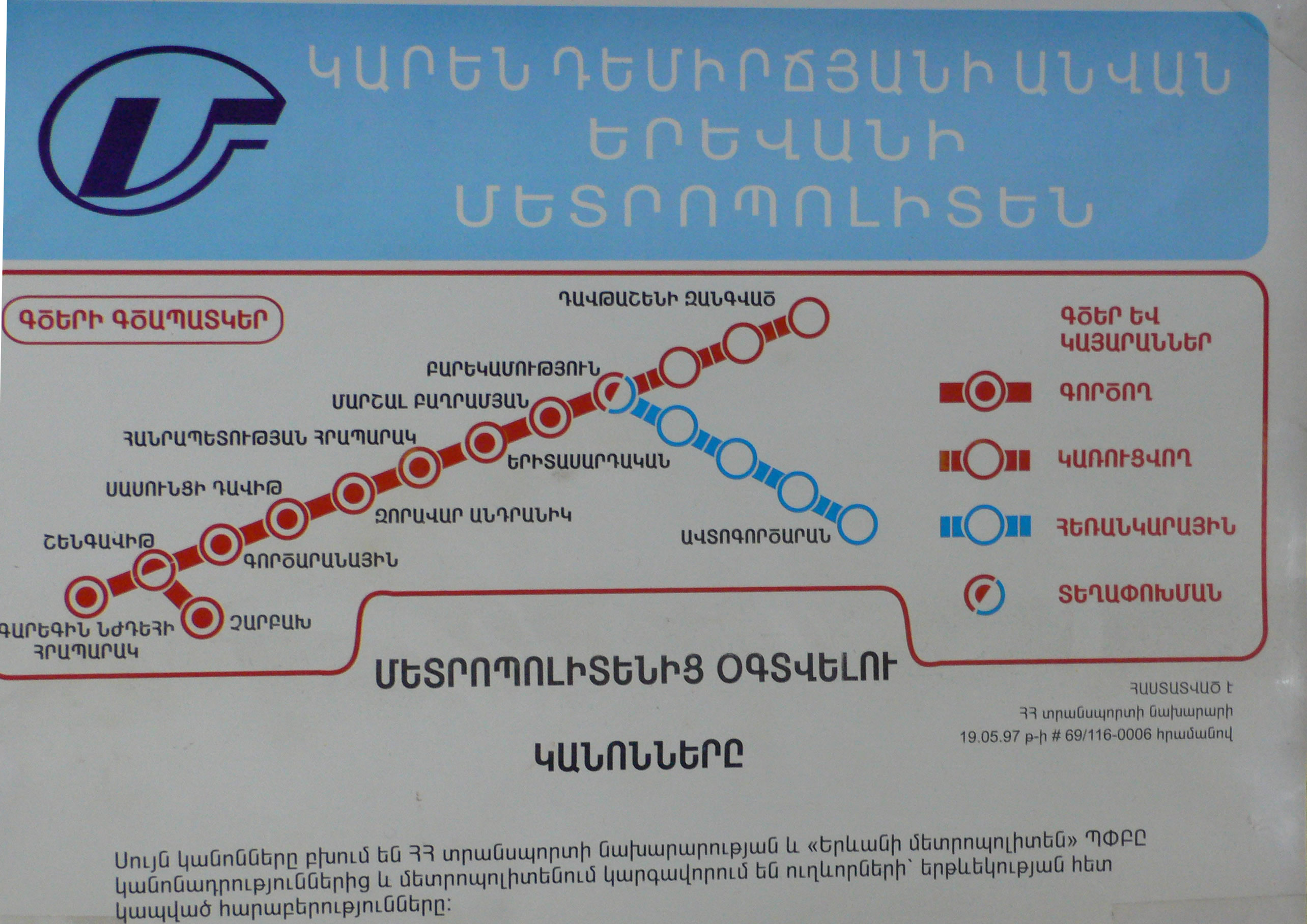
駅に掲示されている地下鉄の路線図
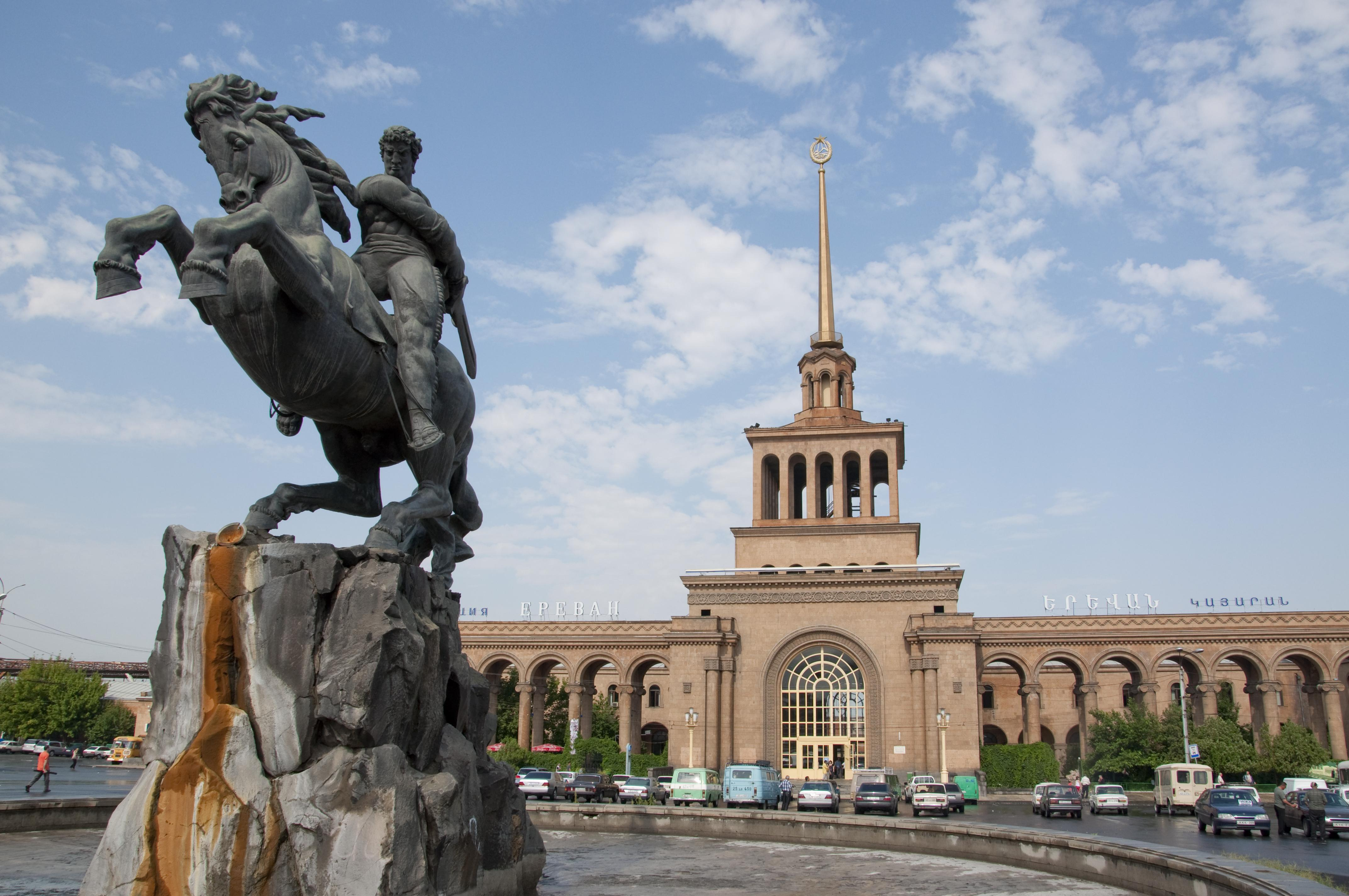
サスーンツィ・ダヴィド駅（地上の鉄道との接続駅）
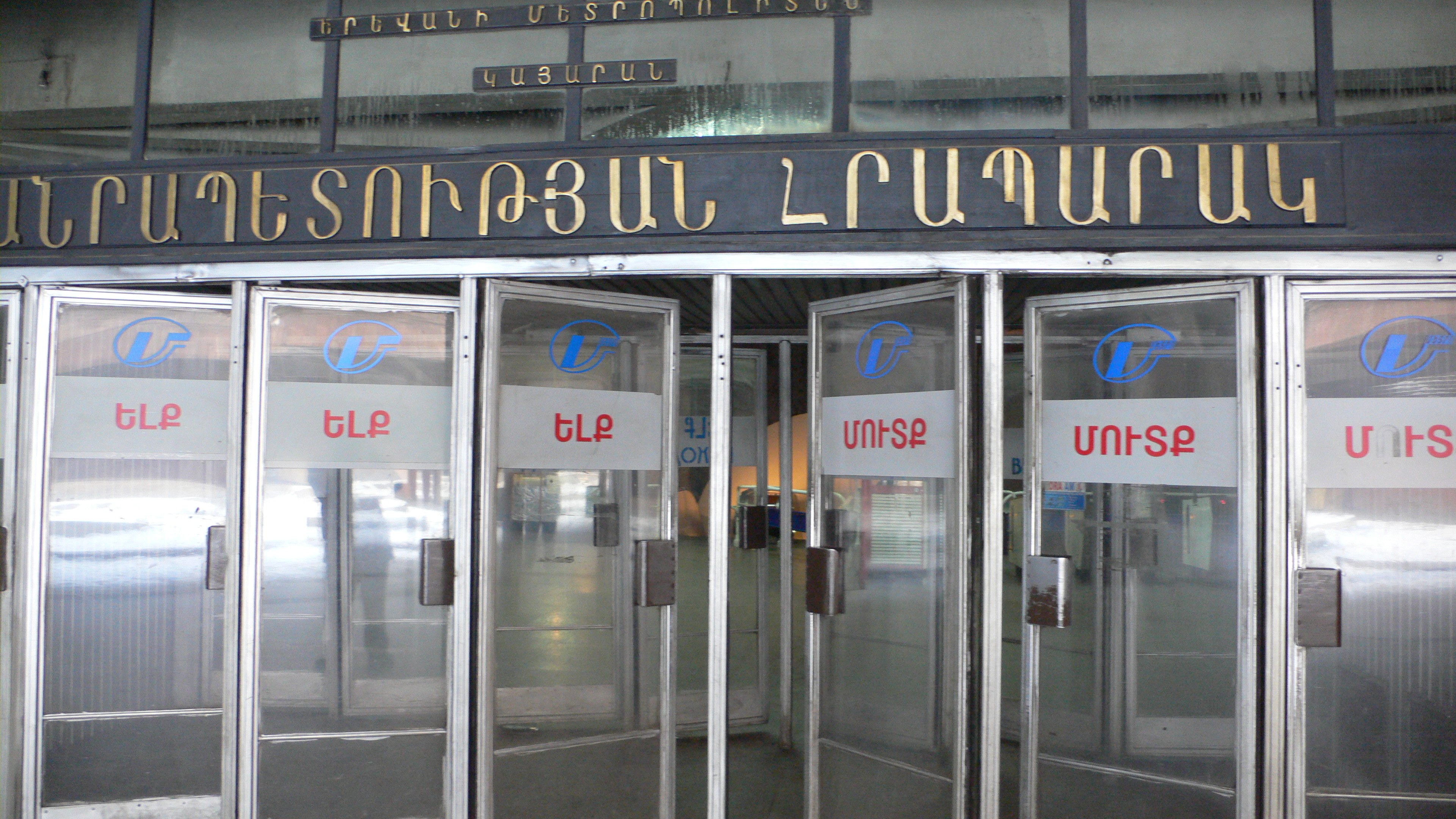
共和国広場駅入口
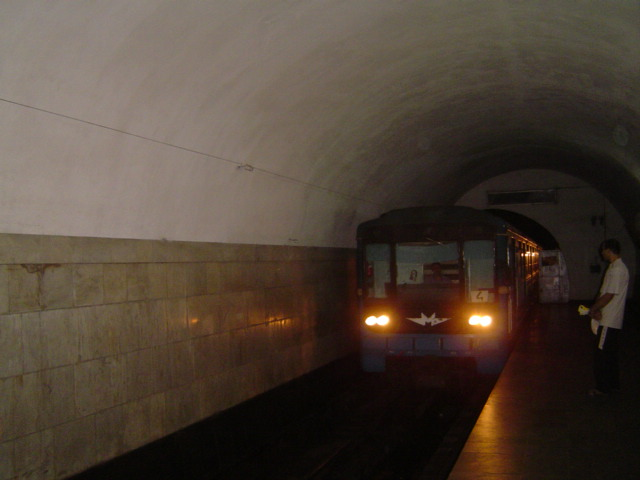
イェリタサルダカン駅に入る列車